# Jean-Baptiste van Loo

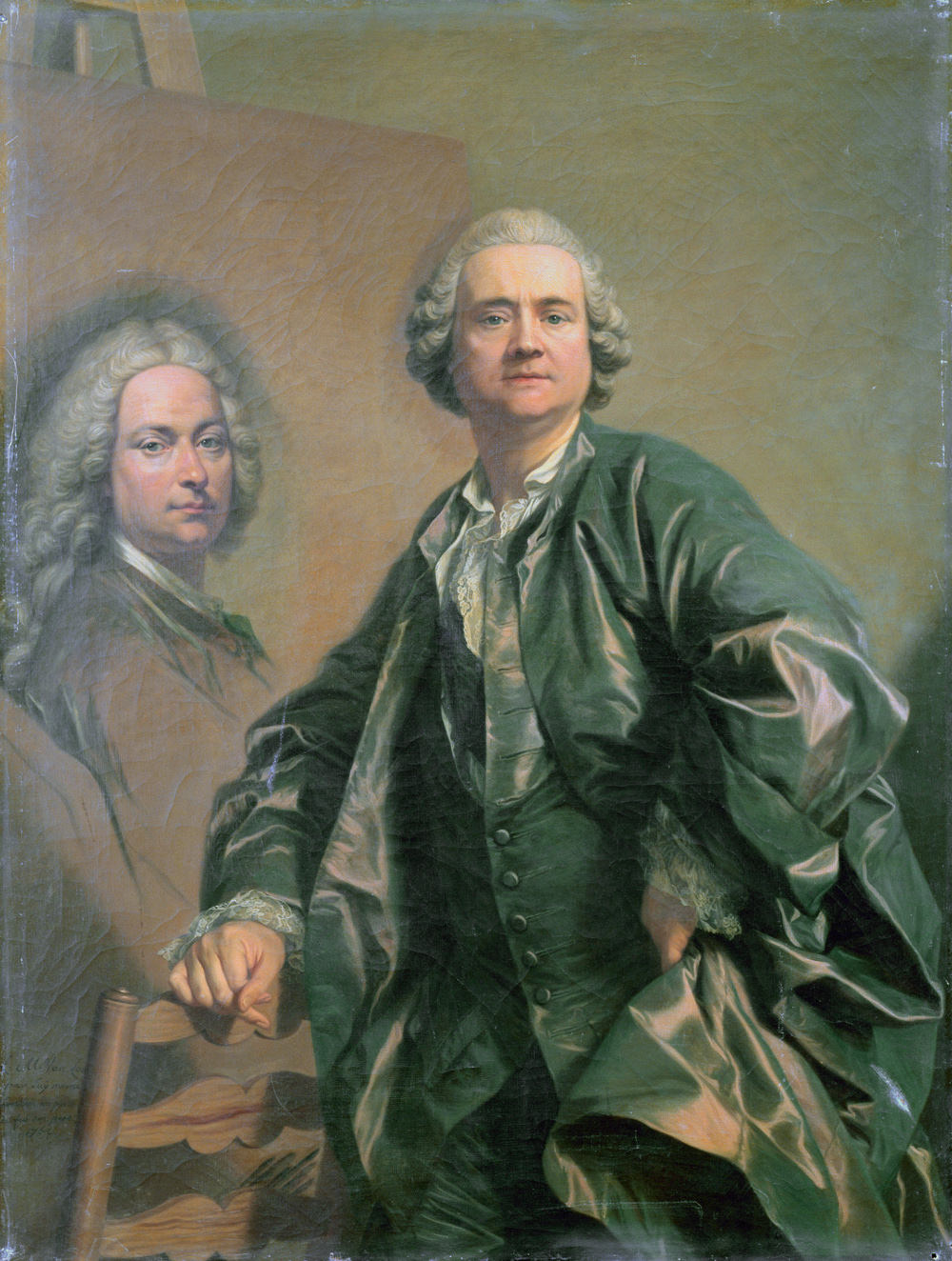
Louis-Michel, schilderend aan het portret van zijn vader Jean-Baptiste, 1762, Versailles

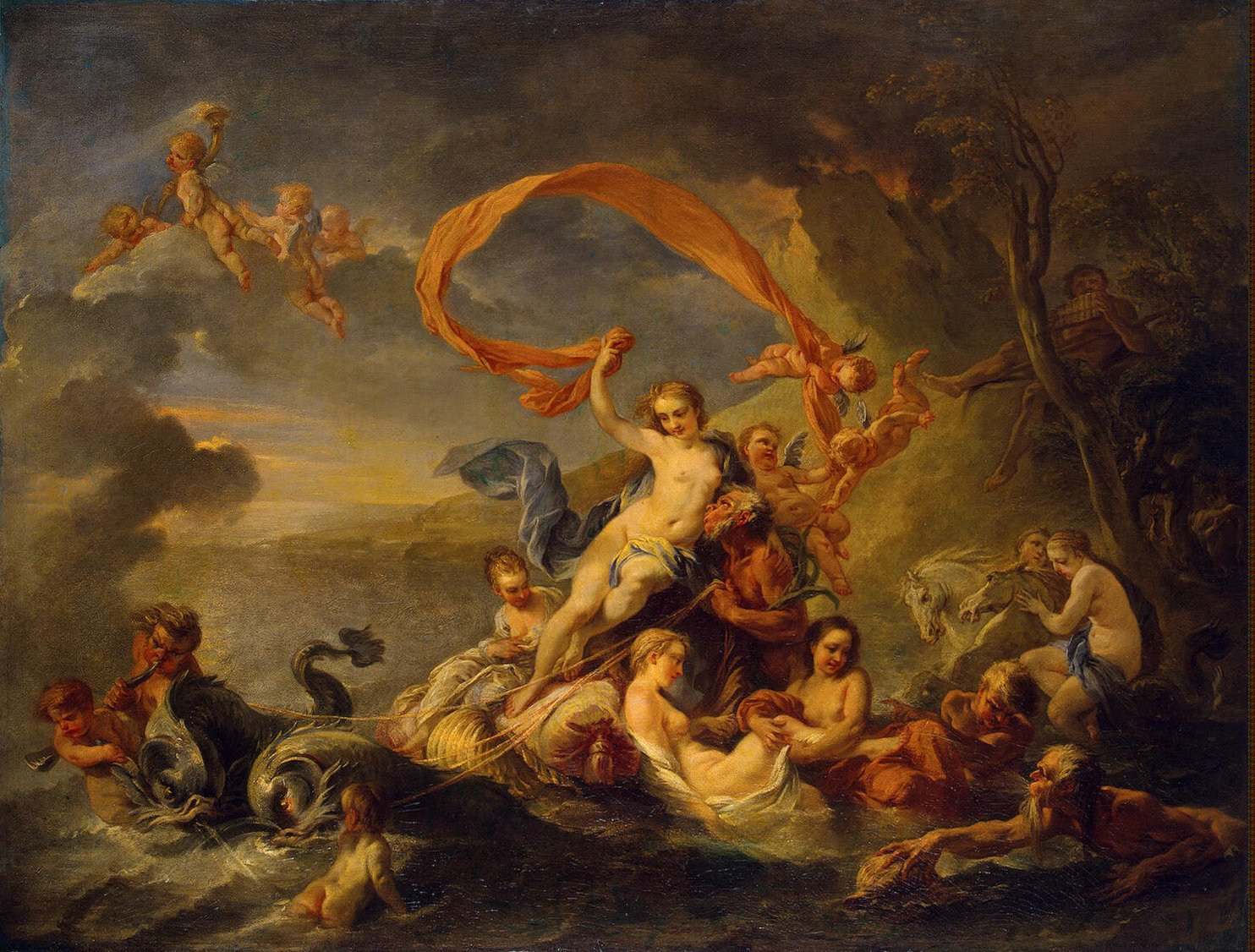
De overwinning van Galatea, 1720, Hermitage, Sint-Petersburg

Jean-Baptiste van Loo (Aix-en-Provence, 14 januari 1684 – aldaar, 19 december 1745) was een Franse ontwerper en portretschilder. Zowel zijn voorouders als zijn nazaten waren eveneens schilder.

## Leven
Hij werd onderwezen in de schilderkunst door zijn vader, de in 1653 in Amsterdam geboren Lodewijk Abraham van Loo. Hij vervaardigde al op jonge leeftijd verschillende decoraties in de kerk en andere publieke gebouwen in Aix-en-Provence.
Hij werd bewonderd door de prins van Carignan, die hem naar Rome stuurde, waar hij werd onderwezen door Benedetto Luti. In Rome werd hij vaak gevraagd om afbeeldingen te maken voor kerken. In Turijn vervaardigde hij schilderijen voor Karel Emanuel II, hertog van Savoye, en voor meerdere leden van zijn hof. Daarna verhuisde hij naar Parijs, waar hij werd verkozen tot een lid van de Académie royale de peinture et de sculpture. Jean-Baptiste maakte veel werken voor altaren in kerken, en restaureerde schilderijen van Francesco Primaticcio in Fontainebleau.
In 1737 ging hij naar Engeland, waar hij algemene aandacht kreeg door zijn portretten van Colley Cibber en Owen McSwiny, de theatermanager. Van Loo schilderde ook Robert Walpole. Van Loo schilderde hem in het ambtskostuum van de Chancellor of the Exchequer. Dit portret hangt nu in de National Portrait Gallery in Londen. Hij schilderde ook de prins en prinses van Wales. Van Loo bleef niet lang in Engeland. Zijn gezondheid ging achteruit, hij stopte met schilderen, verliet Engeland en ging in 1742 naar Parijs en daarna naar Aix-en-Provence, waar hij stierf.
Uit zijn huwelijk werden ook andere beroemde schilders geboren: Louis-Michel (1707-1771), François (1708-1732) en Karel Amadeus Filips (1719-1795). Zijn jongere broer Karel André van Loo, was ook een beroemde schilder (1705-1765).

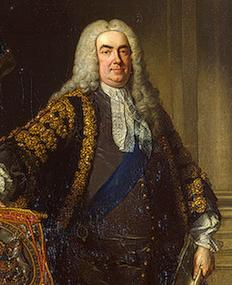
Portret van Sir Robert Walpole (detail), 1740, Houghton Hall, Norfolk

- Bibliothèque nationale de France: cb13950961v (data)
- Gemeinsame Normdatei: 129248851
- International Standard Name Identifier: 0000 0000 6661 9907
- KulturNav: a87e1452-e62b-4768-b890-c1da44b3102a
- Library of Congress Control Number: nr2001048206
- RKD-Nederlands Instituut voor Kunstgeschiedenis: 50783
- SNAC: w64x887v
- Système universitaire de documentation: 122552474
- Union List of Artist Names: 500023372
- Virtual International Authority File: 39647882
- WorldCat: E39PBJdCjVytgDFF7kqp8kf8YP